# دوگانگی ساختار
دوگانگی ساختار (به انگلیسی: Duality of structure) یکی از عبارات و گزاره‌های اصلی آنتونی گیدنز (زاده ۱۸ ژانویه ۱۹۳۸) از مشهورترین جامعه‌شناسان بریتانیایی در توضیح نظریه ساختاربندی است.

## توضیح
اساس دوگانگی در رابطه‌ای است که عاملیت با ساختار دارد. در دوگانگی، عاملیت نفوذ بسیار بیشتری بر محیط زندگی خود دارد تا نظریه ساختارگرایانه گذشته. کلید توضیح گیدنز تمرکز او بر دانش عامل و این واقعیت است که عاملیت نمی‌تواند وجود داشته باشد یا جدا از ساختار آن تجزیه و تحلیل شود. آنها فقط می‌توانند به عنوان یک دوگانگی وجود داشته باشند. ویژگی‌های ساختاری که او وجه‌شناسی می‌نامد، به نشان دادن ابعاد دوگانگی کمک می‌کند.
منظور من از دوگانگی ساختار این است که ویژگی‌های ساختاری نظام‌های اجتماعی، هم واسطه و هم نتیجه عملکردهایی هستند که آن نظام‌ها را تشکیل می‌دهند.»
ساختار هم قوانین و هم منابع یا محدودیت‌ها و کیفیت‌های توانمند دارد. زبان اغلب برای مثال زدن این روش‌ها استفاده می‌شود.  سیستم تعامل به خودی خود "قواعد" زبان مانند نحو را دربرمی‌گیرد ولی فضایی را برای تفسیر یا ایجاد کلمات کاملاً جدید باقی می‌گذارد. سیستم تعامل مسئول حفظ استاندارد خاصی از سازگاری است تا زبان برای گوینده و مترجم معنا پیدا کند. در عین حال، کامل بودن زبان را همیشه می توان از طریق تعامل توسط عامل دستکاری و تغییر داد.
این عبارت در نوام چامسکی  (زادهٔ ۷ دسامبر ۱۹۲۸) زبان‌شناس، فیلسوف، دانشمند علوم شناختی، مورخ، منتقد اجتماعی و فعال سیاسی آمریکایی توسط جان لیون برای نشان دادن تفاوت بین ارتباطات انسان و حیوان استفاده شده است. در آنجا به عنوان دو سطح ساختار دستوری توصیف شده است. اولی نحوی و دومی واج بودن.

## مراجع
1. ↑  آنتونی گیدنز، ۱۹۷۹، ص ۶۹.

### کتاب شناسی
گیدنز، آنتونی، ۱۹۷۹: مسائل محوری در نظریه اجتماعی، لندن: انتشارات مک‌میلان. شابک ‎۹۷۸۰۳۳۳۲۷۲۹۳۰

## مطالعه بیشتر
گیدنز، آنتونی، ۱۹۸۴: قانون اساسی جامعه: طرح کلی نظریه ساختار، کمبریج، انگلستان: انتشارات سیاسی.